# Климов, Виталий Николаевич (регбист)
Виталий Николаевич Климов (род. 1 декабря 1995, Таганрог) — российский регбист, играющий на позиции замка (нападающий второй линии) в команде «Енисей-СТМ».

## Биография
Воспитанник таганрогского регби. С 2016 года в основе «Булавы». С сезона 2017 года стабильный игрок основы. В 2019 году перешел в команду «Богатыри» (тогда «Кубань»). В сентябре 2019 года положил попытку родному клубу (победа 76-7). После урезания финансирования в сезоне 2019 года и уходом легионеров из клуба, Виталий становится безоговорочным игроком стартового состава.
В декабре 2019 года получил вызов на учебно-тренировочные сборы национальной сборной. Дебютировал за сборную России 26 ноября 2021 года против команды Чили (27:42) и занёс одну попытку.